# おおい (護衛艦)

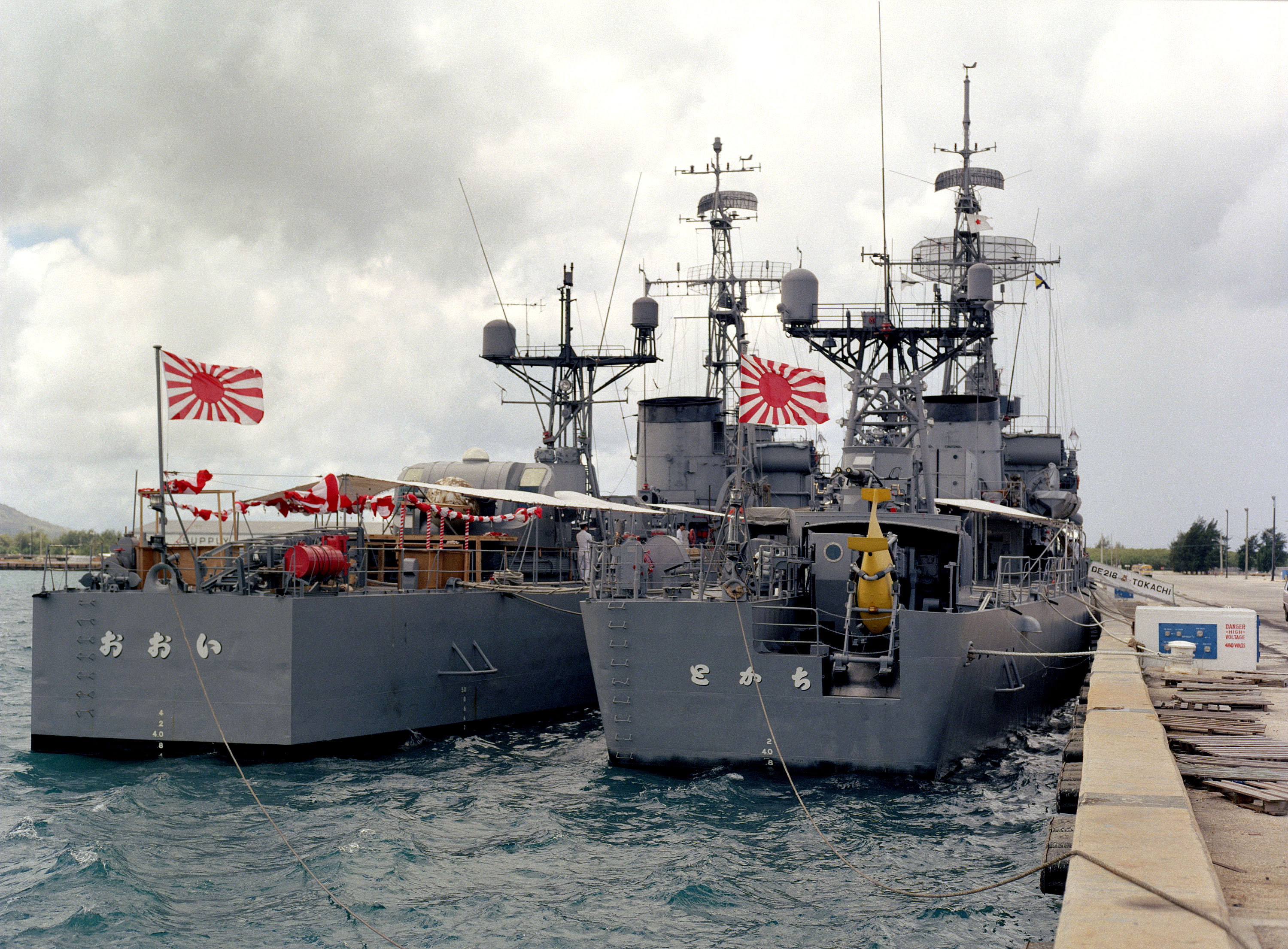

おおい（ローマ字：JDS Ōi, DE-214→ASU-7017）は、海上自衛隊の護衛艦。いすず型護衛艦の4番艦。艦名は大井川に由来し、この名を受け継いだ日本の艦艇としては、旧海軍の球磨型軽巡洋艦「大井」に続き2代目にあたる。

## 艦歴
「おおい」は、第1次防衛力整備計画に基づく昭和35年度計画乙型警備艦1214号艦として、飯野重工舞鶴造船所で1962年7月10日に起工され、1963年6月15日に進水、1964年1月22日に就役し、大湊地方隊に直轄艦として編入された。
1964年2月27日、第3護衛隊群隷下に第32護衛隊が新編され、同日付で就役した「きたかみ」とともに編入された。
1968年12月16日、第32護衛隊が大湊地方隊隷下に編成替え。
1970年にソナーの換装工事が行なわれた。
同年9月9日、海上自衛隊演習に参加中、津軽海峡西方で潜航中の潜水艦「はるしお」と接触し、「はるしお」の潜望鏡が破損した。
1982年8月1日、青森港沖で体験航海中、後部3インチ砲の空包が暴発し、乗船者27人、乗員5人が負傷した。
1990年1月31日、第32護衛隊が廃止となり、特務艦に種別変更され、艦籍番号がASU-7017に変更。佐世保地方隊に直轄艦として編入され、定係港が佐世保に転籍。なお、特務艦への改造工事で長魚雷発射管が撤去されている。
1993年2月5日、除籍。